# Territoire du Nord
Pour les articles homonymes, voir NT.
Le Territoire du Nord (en anglais : Northern Territory, code : NT) est un territoire d'Australie. Il occupe une partie importante du centre et du Nord de l'île principale. Malgré sa grande taille (plus de 1 300 000 km2), la troisième plus grande subdivision australienne, il est le moins peuplé avec 245 353 habitants.
Darwin, la capitale, et Palmerston forment la principale agglomération du Territoire du Nord, avec 111 300 habitants, sur la côte nord. Les autres villes importantes sont Alice Springs (23 893 habitants), à 1 500 km au sud de Darwin dans le centre de l'Australie, et Katherine (8 194 habitants), à 350 km au sud-est. Les habitants du Territoire du Nord sont appelés les « Territoriaux ».
À la différence des États australiens, le Territoire du Nord ne possède pas une pleine indépendance législative et dépend en partie du gouvernement fédéral australien.
L'économie du Territoire du Nord est fondée sur le tourisme, tout particulièrement autour d'attractions naturelles comme Uluru/Ayers Rock, le parc national de Kakadu, Kings Canyon et le parc national Nitmiluk, mais également sur l'industrie minière.

## Géographie

### Généralités
Le Territoire du Nord occupe le centre-Nord de l'île d'Australie. L'Ouest du territoire borde l'Australie-Occidentale et est délimité par le 129e méridien. À l'est, le Territoire du Nord est séparé du Queensland par le 138e méridien. Au sud, le 26e parallèle le sépare de l'Australie-Méridionale. Le nord du territoire est une côte de 13 500 km de long bordant la mer de Timor jusqu'au cap Don et au-delà la mer d'Arafura qui comprend le golfe de Carpentarie ; dans l'Ouest de ce dernier se trouve l'île Groote Eylandt. La mer de Timor contient l'île Melville et l'île Bathurst. Ces deux îles constituent l'archipel Tiwi, rattaché administrativement au Territoire du Nord.
La superficie du Territoire du Nord atteint 1 420 970 km2, dont 1 349 129 km2 de terres et 71 839 km2 d'eaux. Il s'agit de la troisième plus grande entité subnationale du pays, après l'Australie-Occidentale et le Queensland. Le territoire a une surface comparable à celle du Pérou ou de la Mongolie.
Le Territoire du Nord possède deux des plus grands déserts d'Australie, le désert de Tanami (184 500 km2) et le désert de Simpson (176 500 km2).

### Relief

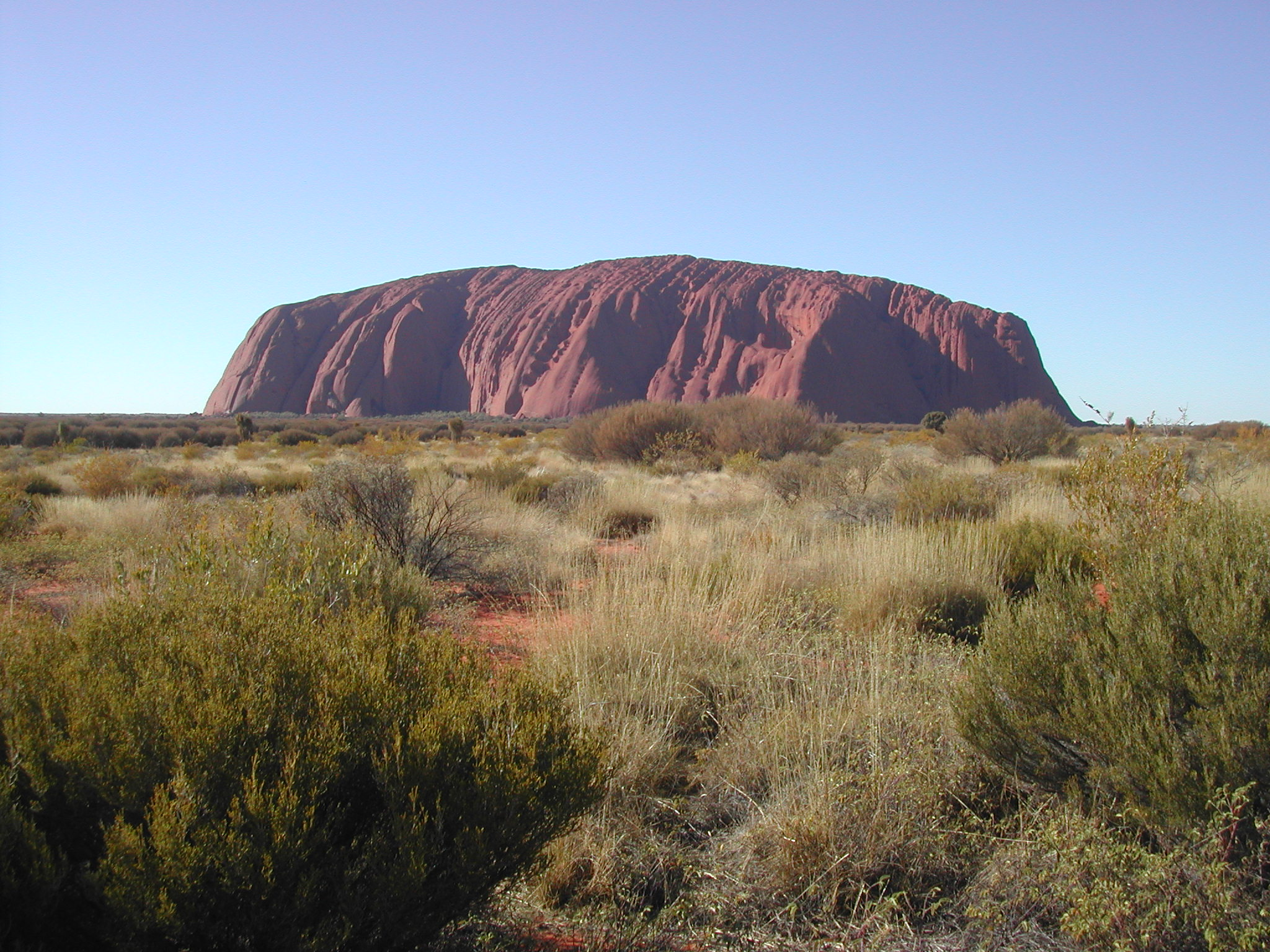
Uluru/Ayers Rock, formation rocheuse, l'une des attractions les plus célèbres du Territoire du Nord.

La majeure partie du Territoire du Nord est relativement plate, mais il existe quelques chaînes isolées, les plus spectaculaires étant celles du plateau de grès de l'ouest de la Terre d'Arnhem. Les chaînes montagneuses sont cependant plus une caractéristique du sud du territoire, comme les monts MacDonnell, Petermann et Harts. Le point culminant du territoire est le mont Zeil (1 531 m d'altitude), dans l'ouest des monts MacDonnel.
Le territoire comporte également deux grandes formations rocheuses naturelles, Uluru/Ayers Rock et les Kata Tjuta/monts Olgas, que les peuples aborigènes locaux considèrent comme sacrés et qui sont devenus des attractions touristiques majeures.

### Hydrographie

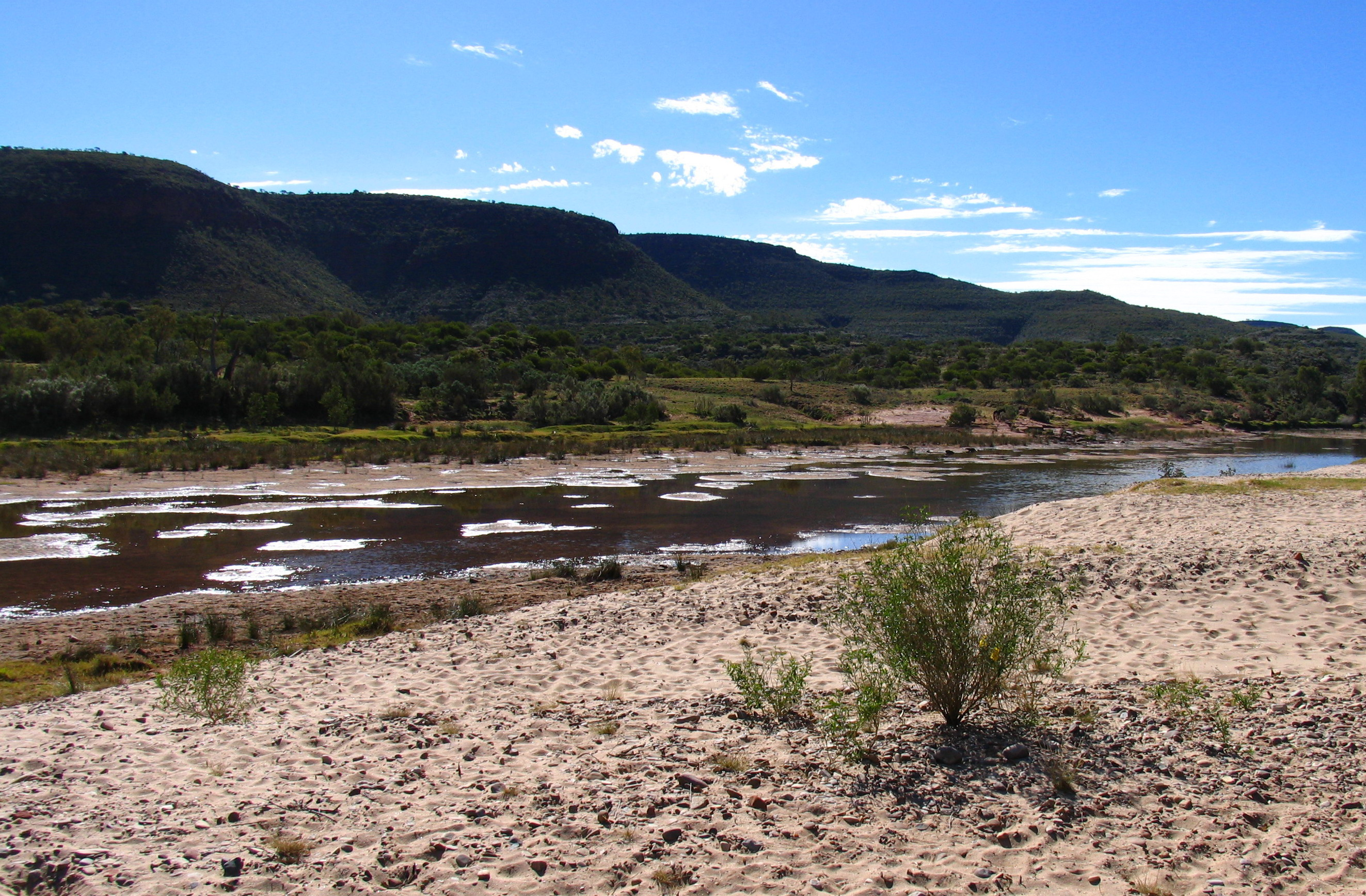
La Finke River.

Le Territoire du Nord comporte de nombreux cours d'eau, comme l'Alligator, la Daly, la Finke, la McArthur, la Roper, la Todd et la Victoria.
La Victoria est le plus long cours d'eau du territoire, avec 560 km de long. Les bassins du nord du territoire se déversent dans la mer de Timor ou le golfe de Carpentarie. Au sud, les cours d'eau peuvent faire partie du bassin du lac Eyre.

### Climat
Le Territoire du Nord possède deux zones climatiques distinctes.
La pointe nord, incluant la capitale Darwin, connaît un climat tropical avec deux saisons, humide de novembre à avril et sèche de mai à octobre. Pendant la saison sèche, le temps est chaud et ensoleillé. Il y a très peu de précipitations entre mai et septembre. Les mois les plus frais sont juin et juillet où la température minimale peut descendre à 14 °C, mais rarement plus bas ; aucun jour de gel n'y a jamais été enregistré. La saison humide est caractérisée par des cyclones tropicaux et des pluies de mousson. La majeure partie des précipitations ont lieu entre décembre et mars (lors de l'été austral), et les orages y sont courants. En moyenne, le nord reçoit 1,570 m de pluie par an, dont 1 m entre janvier et mars.
Le reste du territoire connaît un climat désertique ou semi-aride. Le sud du territoire, situé dans le centre de l'Australie, reçoit moins de 250 mm de pluie par an.

### Zones protégées

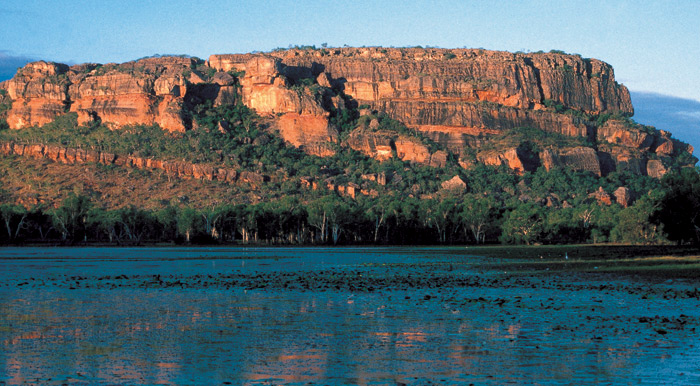
Nourlangie Rock, parc national de Kakadu.

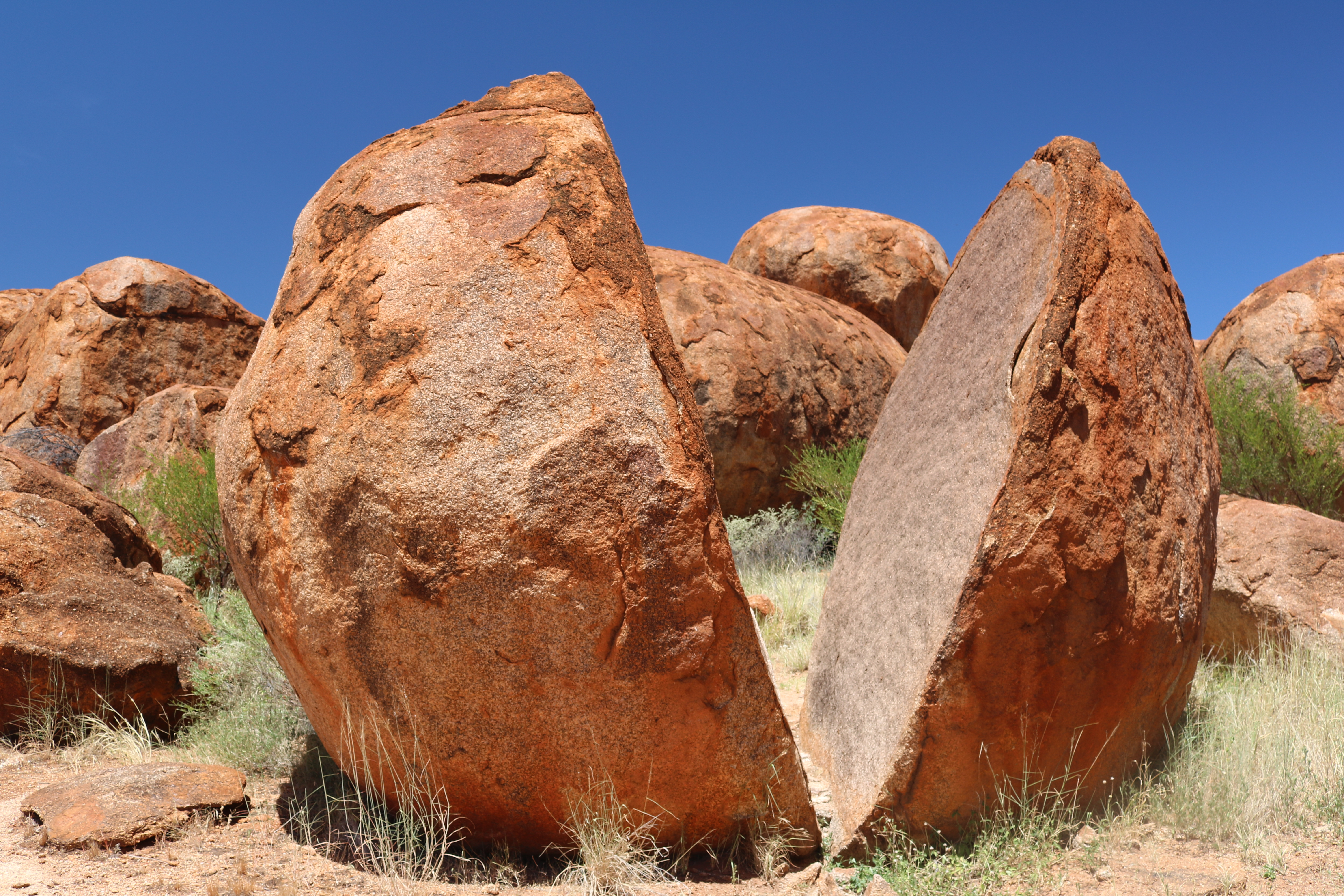
Une pierre cassée dans la Karlu Karlu / Devils Marbles Conservation Reserve sur le territoire du Nord. Mars 2017.

Le Territoire du Nord possède 95 zones protégées, totalisant 53 505 km2 (3,8 % du territoire). Dix d'entre elles sont des parcs nationaux, comme les parcs nationaux de Kakadu, de Watarrka (comprenant Kings Canyon), d'Uluṟu-Kata Tjuṯa (comprenant les formations rocheuses d'Uluru/Ayers Rock et des Kata Tjuṯa/monts Olga) et de Barranyi.

### Géographie humaine

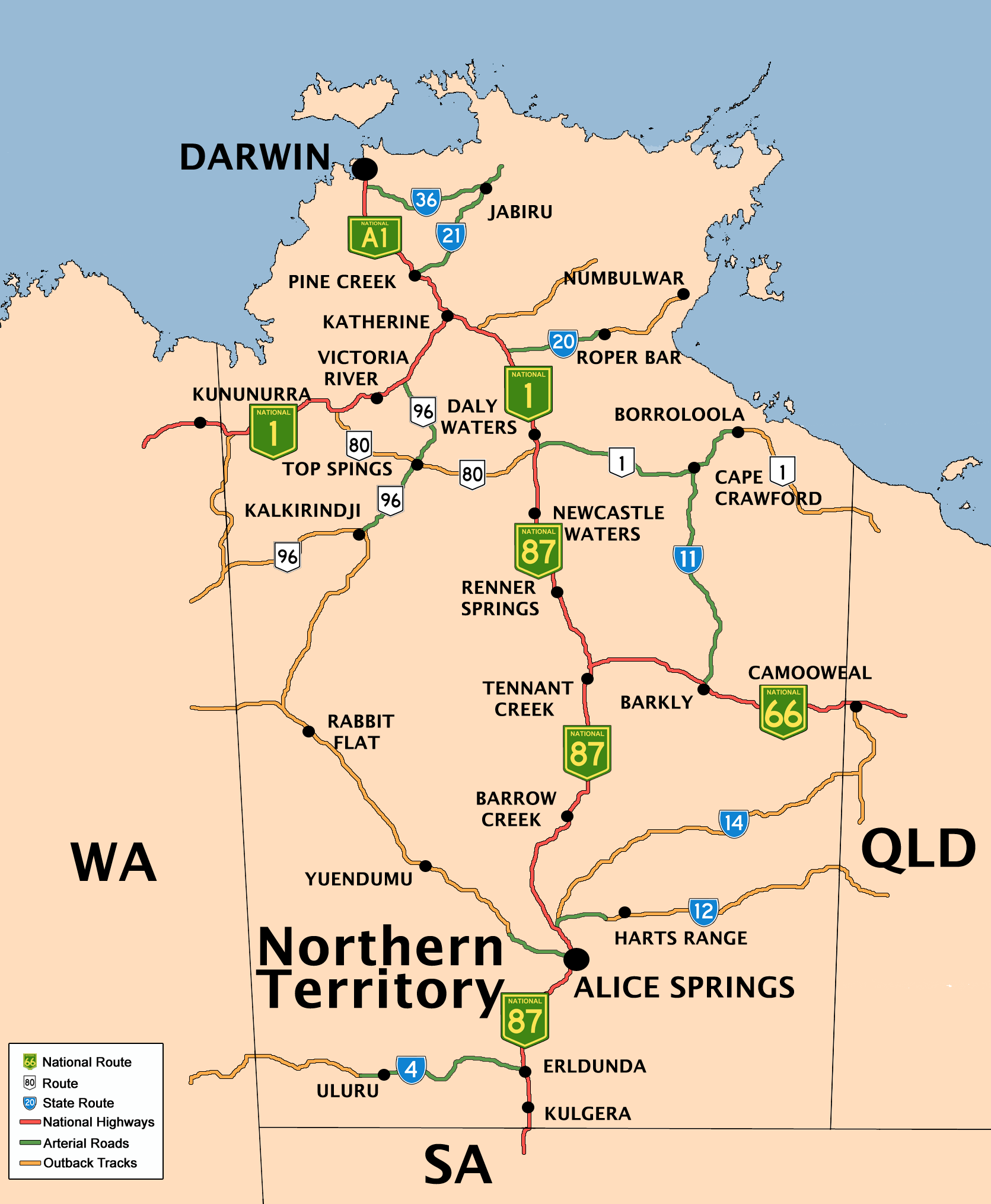
Carte des principales routes et villes du Territoire du Nord.

Il existe de très petits villages éparpillés sur tout le territoire, mais les principaux centres de population sont situés sur la seule route bitumée qui relie Darwin au sud de l'Australie, la Stuart Highway.
Plus de 54 % des Territoriaux (121 000 personnes) habitent à Darwin, la capitale, dans le nord du territoire. Palmerston, à 15 km, est la deuxième ville avec 29 000 habitants. La troisième ville est Alice Springs, dans le sud du territoire (27 500 habitants). Le Territoire du Nord possède également six villes de plus de 1 000 habitants, Katherine, Nhulunbuy, Tennant Creek, Wadeye, Jabiru et Yulara.

## Histoire
Il y eut quatre tentatives d'installation dans le rude environnement de la côte nord, parmi lesquelles trois échouèrent dans la famine et le désespoir. Le Territoire du Nord faisait partie de la Nouvelle-Galles du Sud de 1825 à 1863, à l'exception d'un bref moment (février à décembre 1846) où il était inclus dans l'Australie-Septentrionale, et une plus longue période (de 1863 à 1911) où il fit partie de l'Australie-Méridionale. Le 1er janvier 1911, une décennie après que l'Australie fut devenue un État fédéral, le Territoire du Nord a été séparé de l'Australie-Méridionale et transféré sous le contrôle du Commonwealth.
Pendant une brève période, de 1927 à 1931, le Territoire du Nord fut divisé en deux, l'Australie-Septentrionale et Australie-Centrale au 20e parallèle de latitude sud. Peu de temps après, une partie du Territoire du Nord était considérée par l'Accord de Kimberley comme emplacement possible pour l'établissement d'une patrie juive, tout naturellement considérée comme « la terre non promise ».
Durant la Seconde Guerre mondiale, la majorité du « Top End » (le Nord de l'Australie) fut placée sous commandement militaire. C'est la seule fois depuis le début du fédéralisme qu'un État ou un Territoire australien a été sous contrôle militaire. Après la guerre, le contrôle du secteur fut rendu au Commonwealth.
Les Aborigènes d'Australie ont lutté pour les droits à des salaires décents et à la terre.
Un des événements les plus importants de la lutte fut la grève et la marche des Gurindji à la Wave Hill Cattle Station en 1966. Le gouvernement du Commonwealth de Gough Whitlam réunit la Commission royale de Woodward  dans sa totalité en février 1973 pour étudier la façon dont les droits des terres pourraient être gérés dans le Territoire du Nord. Le premier rapport de justice de Woodward en juillet 1973 recommande qu'un Central Land Council et un Northern Land Council soient établis pour représenter les voix des Aborigènes. En réponse au rapport de la Commission royale le Land Rights Bill (en français « Déclaration des droits à la terre ») a été rédigé, mais le gouvernement de Whitlam a été écarté avant qu'il n'ait été voté.
L'Aboriginal Land Rights (Territoire du Nord) Act 1976 fut voté par le gouvernement de Malcolm Fraser le 16 décembre 1976 et entra en vigueur durant la fête nationale (26 janvier 1977).
En 1978, le Territoire fut érigé Gouvernement responsable, avec une Assemblée législative ayant à sa tête un ministre en chef.
Durant l'année 1996, le Territoire du Nord fut l'un des seuls territoires au monde à légaliser l'euthanasie volontaire, jusqu'à ce que le Parlement fédéral abroge cette loi. Avant que la loi ne soit abrogée, trois personnes ont mis fin à leurs jours avec un « suicide par euthanasie volontaire », organisée avec l'aide du Dr Philip Nitschke[réf. nécessaire].

## Politique

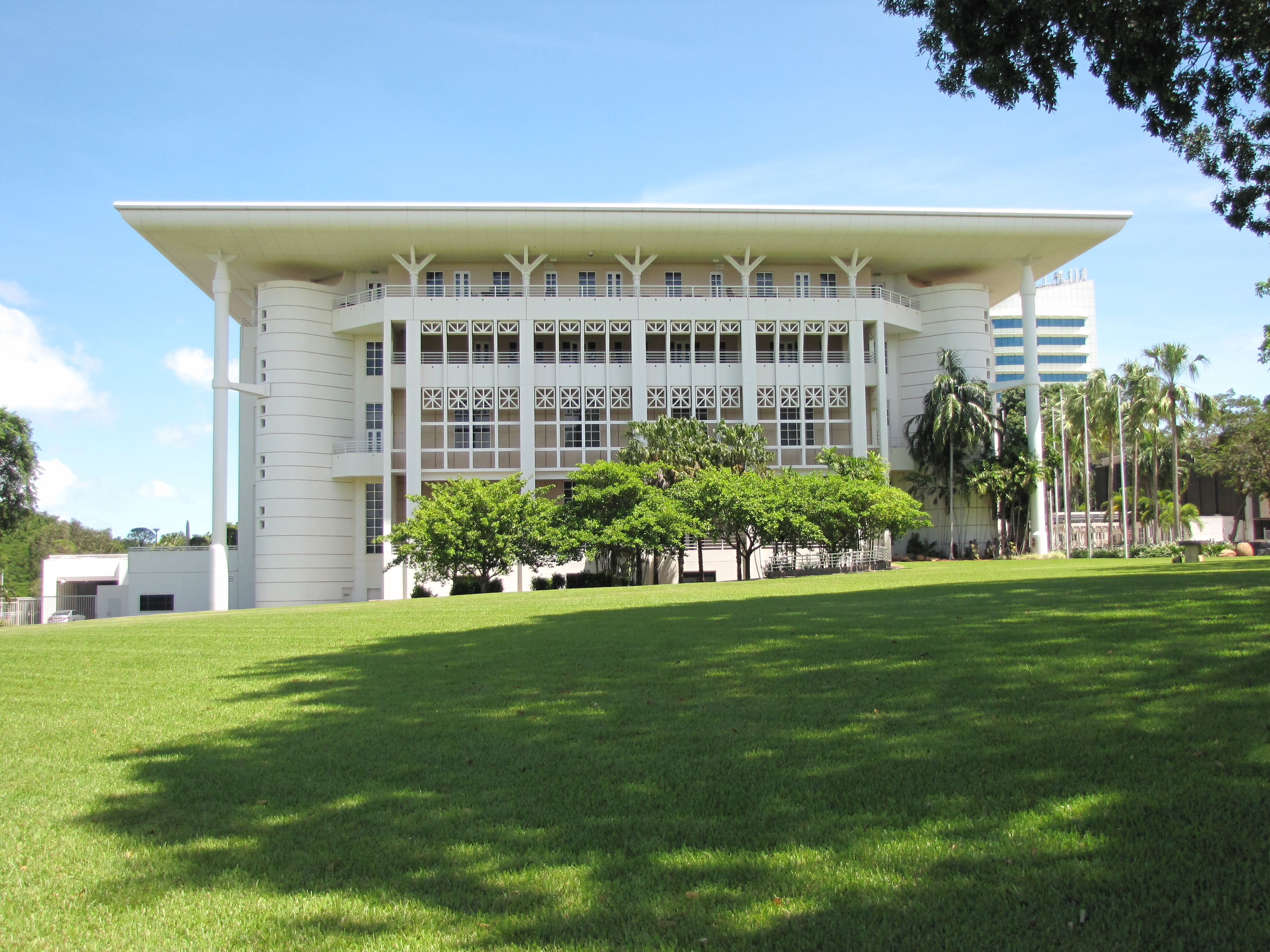
Le bâtiment de l'assemblée législative.

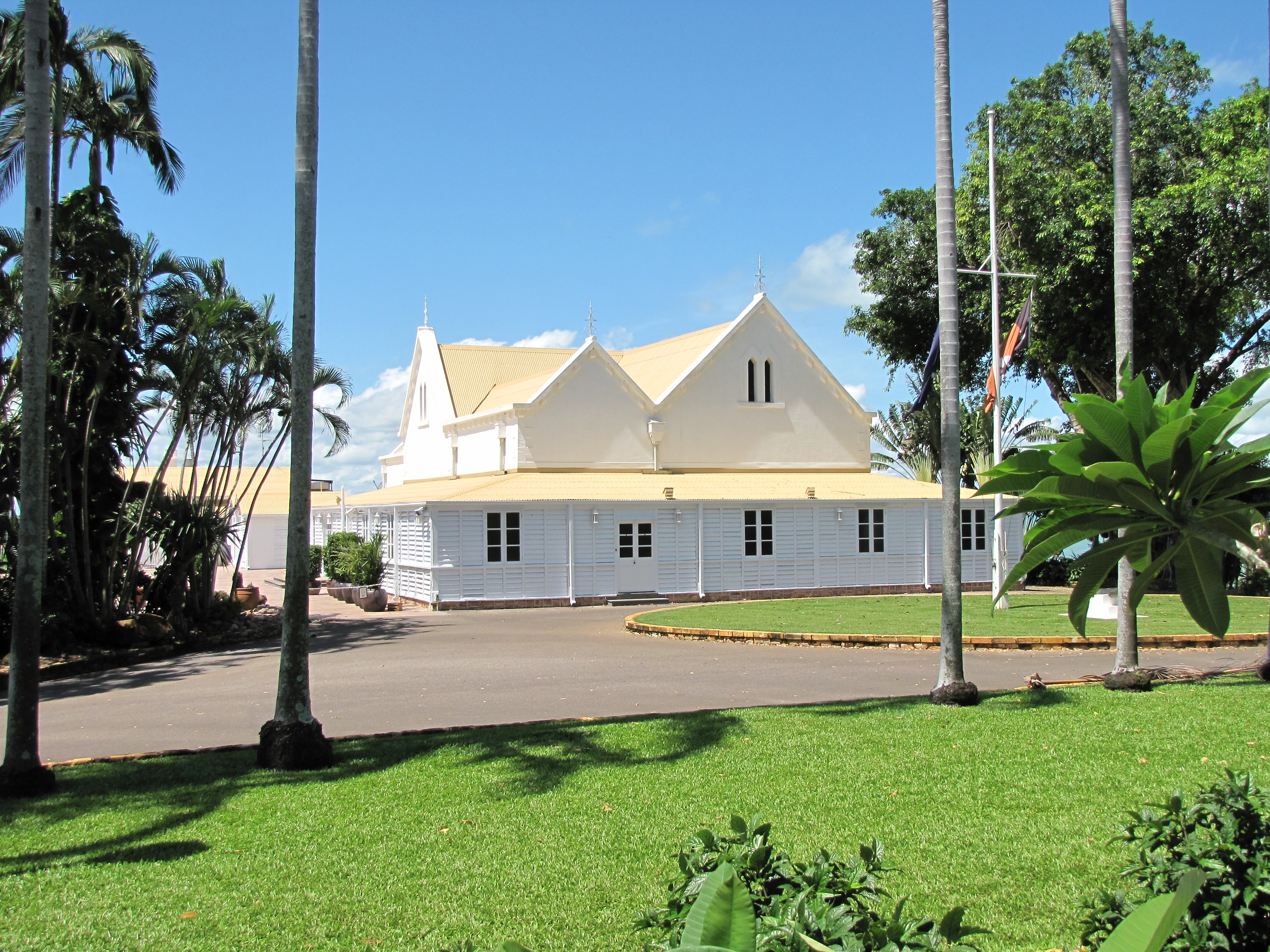
La maison de l'administrateur.

Le Territoire du Nord dispose d'une assemblée législative mais, alors que cette assemblée a les mêmes pouvoirs que celle des États australiens, elle agit par délégation de pouvoir du gouvernement fédéral et non pas par droit constitutionnel.
Pendant plusieurs années, il y eut des affrontements pour une pleine souveraineté. En 1998 eut lieu un référendum sur le sujet mais il fut défavorable. Ce fut une surprise tant pour le gouvernement fédéral que pour celui du territoire. Cependant, selon la Constitution australienne, c'était au gouvernement fédéral de fixer les conditions de l'appartenance du nouvel État à la fédération. On proposa trois postes de sénateurs au territoire contre douze pour les États beaucoup plus peuplés. À côté de ce qui fut considéré comme un comportement arrogant du ministre en chef, Shane Stone, il semble que beaucoup d'habitants du Territoire ne souhaitaient pas accepter les propositions qui leur étaient faites.
Lia Finocchiaro est ministre en chef depuis le 28 août 2024.
Le territoire est représenté au Parlement fédéral par deux députés — Luke Gosling (depuis 2016) et Marion Scrymgour (depuis 2022) pour le Parti travailliste (ALP) — et par deux sénatrices, Malarndirri McCarthy (depuis 2016) pour l'ALP et Jacinta Nampijinpa Price (depuis 2022) pour le Parti rural libéral (CLP).
Au niveau régional, le territoire est partagé en 6 municipalités (trois town councils, un shire et deux cities), 30 community government councils  et 26 autres sections.

## Démographie

### Population
En 2016, la population du Territoire du Nord est estimée à 228 833 habitants, en augmentation de 7,96 % par rapport à 2011, et représente moins de 1 % de la population totale de l'Australie. Selon les prévisions de l'Australian Bureau of Statistics, la population du territoire atteindra 308 700 habitants en 2021 et 500 000 en 2050.
La population du territoire est la plus jeune de tout le pays avec un âge médian de 32 ans, soit de six ans de moins que l'âge médian à l'échelle nationale.
Les deux principales agglomérations sont Darwin-Palmerston (111 000 habitants) et Alice Springs (28 000 habitants) ; elles regroupent les deux-tiers des habitants du territoire.

### Origines
Selon les résultats du recensement de 2011, 22,4 % des personnes interrogées se disent d'origine australienne, 18,8 % d'origine anglaise, 12,8 % d'origine aborigène, 6,3 % irlandaise et 5,1 % écossaise. Au total, les origines des habitants du territoire regroupent plus d'une centaine de nationalités différentes ; des groupes ethniques sont représentés par une cinquantaine d'organisations.
En 2011, les Aborigènes forment 25,5 % de la population (soit 58 248 personnes). Ils possèdent environ 49 % de la terre du territoire. Leur espérance de vie est très nettement inférieure à celle des autres populations du Territoire du Nord (de façon similaire au reste de l'Australie) ; les estimations de l'Australian Bureau of Statistics suggèrent qu'elle lui est inférieure d'une vingtaine d'années. Des communautés aborigènes sont installées un peu partout sur le Territoire du Nord, les plus importantes étant celles des Pitjantjatjara près d'Uluru/Ayers Rock, les Arrernte près d'Alice Springs, les Luritja entre les deux, les Warlpiri plus au nord et les Yolngu dans l'est de la Terre d'Arnhem.
Quelque 31,2 % de la population du Territoire du Nord est née en dehors de l'Australie. Ainsi 2,6 % des Territoriaux sont nés aux Philippines, 2,4 % au Royaume-Uni, 2,0 % en Nouvelle-Zélande, 1,6 % en Inde, 0,6 % en Grèce.

### Religion
En 2016, 56,8 % des Territoriaux se décrivent comme chrétiens. Les catholiques romains forment la plus grande communauté religieuse du territoire avec 20,0 % de la population, suivis par les anglicans (8,4 %) et l'Église unifiée d'Australie (5,7 %). Le bouddhisme est la première religion non-chrétienne du territoire (2,0 %), suivi par l'hindouisme (1,6 %) et l'islam (1,2 %). 29,7 % de la population se déclare sans religion.

## Transports

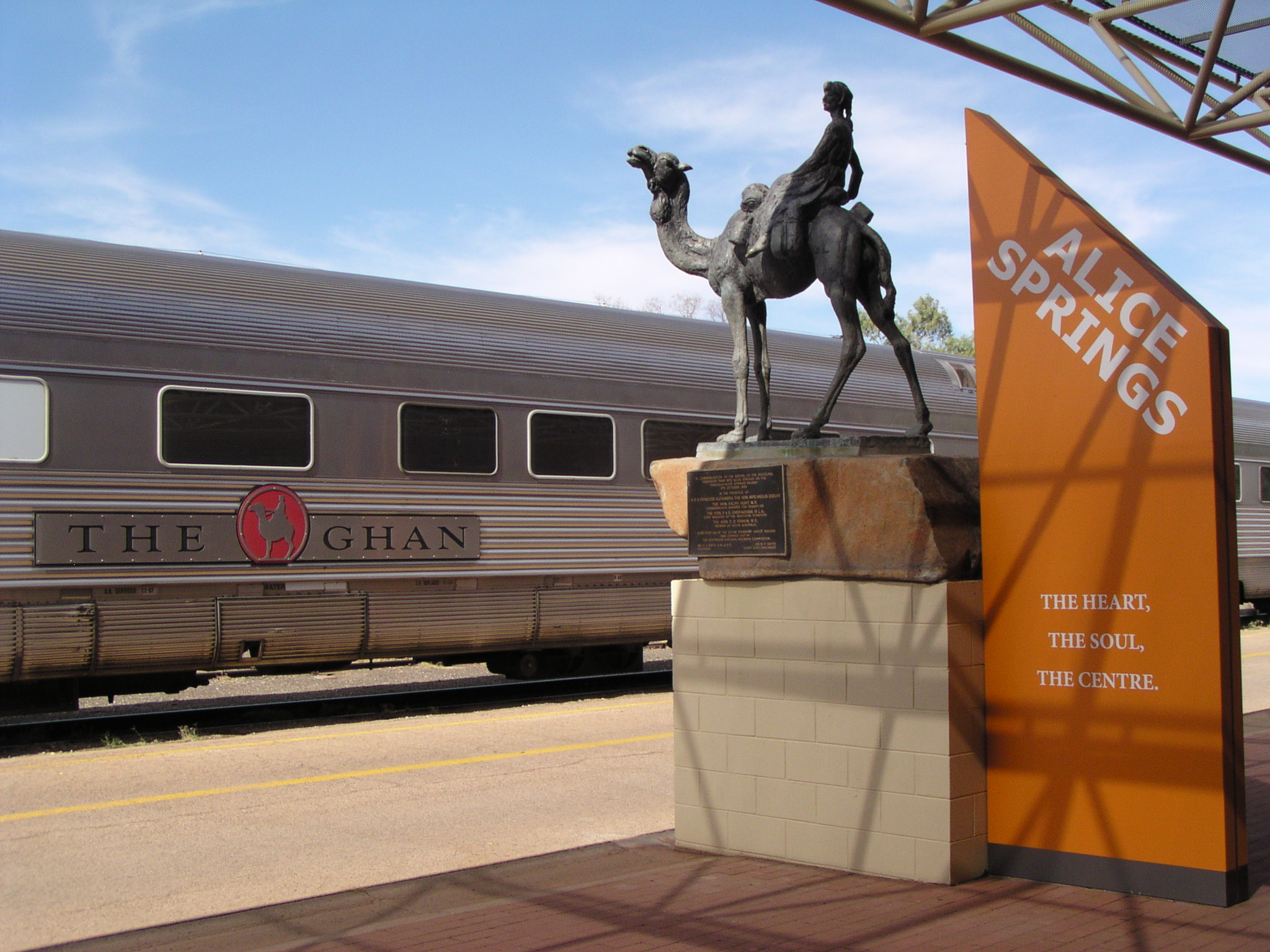
The Ghan, ligne ferroviaire qui traverse le Territoire du nord au sud, ici à Alice Springs.

Le Territoire du Nord comporte un réseau de routes pavées reliant les principaux centres de population, les États voisins et quelques autres lieux comme Uluru et les parcs nationaux de Kakadu et Litchfield. La Stuart Highway traverse le territoire du nord ou sud, reliant Darwin et Alice Springs à Adelaide. Quelques-unes des routes sont des pistes bitumées à une seule voie. Des routes non pavées relient les localités plus isolées.
La ligne Adelaide-Darwin, une voie ferrée d'écartement normal, relie ces deux villes via Alice Springs et remplace une voie étroite plus ancienne, qui n'allait pas plus au nord qu'Alice Springs.
L'aéroport international de Darwin est le principal aéroport du territoire, qui comporte également plusieurs aéroports plus petits, comme ceux d'Alice Springs, d'Ayers Rock et de Tennant Creek.

## Économie
L'économie du Territoire du Nord est largement dominée par l'exploitation minière et la production de pétrole qui contribue pour environ 2,5 milliards de dollars dans le produit intérieur brut (PIB) de l'État et qui emploie plus de 4 600 personnes. Elle représentait 26 % du PIB de l'État en 2006 et 2007, comparativement aux 7 % au niveau fédéral.
Entre 2003 et 2006, le PIB est passé de 8 670 millions à 11 476 millions de dollars soit une augmentation de 32,4 %. Le revenu moyen par habitant est de 72 496 AUD, supérieur à celui de l'Australie (54 606 AUD). Cela peut être attribué à l'augmentation récente de ses exportations de produits d'extraction.
Les principales exportations du territoire sont : le pétrole et le gaz (33,4 %), les minerais (20 %), les produits manufacturés (5,9 %) et les produits agricoles (4,9 %). Ses importations ont totalisé 2 887,8 millions de dollars consistant principalement en matériel (58,4 %), produits pétroliers raffinés, charbon, produits chimiques et autres produits associés (17,0 %).
Les principales exportations minières sont :
- la bauxite venant de la péninsule Gove dont la production a augmenté de plus de 52,1 % à 254 millions de dollars en 2007-08 ;
- le manganèse de Groote Eylandt, en augmentation de 10,5 % à 1,1 milliard de dollars et qui va encore augmenter avec les mises en service des nouvelles mines de Bootu Creek et Frances Creek ;
- l'or en augmentation de 21,7 % à 482 millions de dollars à l'usine de Union Reefs ;
- l'uranium de la mine d'uranium Ranger.

Le tourisme est aussi l'une des ressources majeures du Territoire du Nord. Des destinations comme Uluru/Ayers Rock et Kakadu sont très connues des voyageurs nationaux et internationaux. La diversité des paysages, les chutes d'eau spectaculaires, les grands espaces, la culture autochtone, la faune sauvage et indomptée, tout cela crée une occasion unique pour le visiteur de se plonger dans les merveilles naturelles qu'offre le Territoire du Nord. En 2005-06, 1,38 million de personnes ont visité le Territoire du Nord. Elles ont passé 9,2 millions de nuitées et dépensé plus de 1,5 milliard de dollars.
Le territoire est bien connu pour son slogan « You'll Never Never Know If You Never Never Go ».